# 中国唱片金碟奖
中国唱片金碟奖，是中国音像协会主办的唱片行业专业奖项，以鼓励原创音乐、繁荣正版音像市场为宗旨，被称为中国唱片行业的“专家奖”，获奖者将代表业界参加“世界音乐大奖”角逐。该奖项仅在2002年及2005年举办过两届。

## 获奖名单

### 第一届
首届中国唱片金碟奖颁奖晚会于2002年6月22日在浙江慈溪市体育中心举行。
- 最佳唱片发行、销量奖：羽·泉《冷酷到底》
- 最佳组合：羽·泉
- 最佳乐队：达达乐队
- 最佳新人：斯琴格日乐
- 最佳流行专辑：郑钧《郑钧=zj》
- 最佳流行歌曲：陈琳《十二种颜色》
- 最佳流行女歌手：那英
- 最佳流行男歌手：汪峰
- 最佳摇滚专辑：汪峰《花火》
- 最佳摇滚歌手：汪峰
- 最佳民歌专辑：王宏伟《西部三部曲》
- 最佳民歌女歌手：彭丽媛
- 最佳民歌男歌手：王宏伟
- 最佳乐器演奏专辑：《五行·铜管五重奏》
- 最佳艺术歌曲专辑：彭丽媛《中国歌剧经典》
- 最佳艺术歌曲演唱：殷秀梅
- 最佳戏曲专辑：京剧《曹操与杨修》
- 最佳影视音乐：赵季平《热门电视音乐》
- 最佳音乐录像：叶蓓《彩虹》
- 最佳封套：《如诗如画小提琴——伊甸园》
- 最佳录制：《竹吟》
- 最佳民谣专辑：尼玛拉毛《天上的西藏》
- 最受欢迎港台男歌手：周华健
- 最受欢迎港台女歌手：张柏芝
- 终身成就奖：郭兰英、乔羽

### 第二届
第二届中国唱片金碟奖“2005金碟群星联谊会” 于2005年6月12日在北京举办。

#### 综合类
- 最佳唱片（内地）：刀郎《2002年的第一场雪》
- 最佳唱片（港台）：F.I.R《F.I.R.飞儿乐团 同名专辑》
- 最佳专辑（内地）：施文斌《BENC 施文斌》
- 最佳专辑（港台）：周杰伦《七里香》
- 最佳歌曲（内地）：满文军《我需要你》
- 最佳歌曲（港台）：容祖儿《我的骄傲》
- 最佳新人（内地）：阿朵
- 最佳新人（港台）：房祖名

#### 流行类
- 最佳流行男歌手（内地）：沙宝亮
- 最佳流行男歌手（港台）：李克勤
- 最佳流行女歌手（内地）：韩红
- 最佳流行女歌手（港台）：容祖儿
- 最佳流行组合（内地）：水木年华
- 最佳流行组合（港台）：五月天
- 最佳流行合唱（内地）：八只眼《等你到天明》
- 最佳流行合唱（港台）：Twins《下一站天后》
- 最佳流行器乐演奏专辑（内地）：《红尘》
- 最佳流行器乐演奏专辑（港台）：空缺
- 最佳流行演唱专辑（内地）：蓝沁《传奇》
- 最佳流行演唱专辑（港台）：林俊杰《江南》
- 最佳舞曲（内地）：爱戴《T.O.D.A.Y》
- 最佳舞曲（港台）：谢霆锋《战》

#### 摇滚类
- 最佳摇滚男歌手（内地）：汪峰
- 最佳摇滚男歌手（港台）：黄贯中
- 最佳摇滚女歌手（内地）：斯琴格日乐
- 最佳摇滚女歌手（港台）：空缺
- 最佳摇滚乐队（内地）：Colors
- 最佳摇滚乐队（港台）：信乐团
- 最佳摇滚歌曲（内地）： CMCB《谁动了我的炸酱面》
- 最佳摇滚歌曲（港台）：信乐团《海阔天空》
- 最佳摇滚专辑（内地）：汪峰《笑着哭》
- 最佳摇滚专辑（港台）：黄家强《毕加索的马》

#### R&B类
- 最佳R&B男歌手（内地）：王珏
- 最佳R&B男歌手（港台）：潘玮柏
- 最佳R&B女歌手（内地）：爱戴
- 最佳R&B女歌手（港台）：温岚
- 最佳R&B歌曲（内地）：爱戴《黑盒子》
- 最佳R&B歌曲（港台）：潘玮柏、张韶涵《快乐崇拜》

#### 戏曲类
- 最佳戏曲表演（男）：于魁智
- 最佳戏曲表演（女）：李胜素
- 最佳戏曲专辑：《梅兰芳唱腔集锦》

#### 民族类
- 最佳民歌男歌手：阎维文
- 最佳民歌女歌手：谭晶
- 最佳民乐组合：女子十二乐坊
- 最佳民歌专辑 ：《阎维文—西域情歌》
- 最佳民乐专辑：《敦煌》
- 最佳原生态音乐：空缺

#### 海外类
- 最佳外语唱片：Celine Dion《奇迹》
- 最佳引进版唱片：宝儿《My Name》
- 海外华人奖：马友友

#### 爵士类
- 最佳爵士歌曲：《厨房歌》
- 最佳爵士演奏：空缺

#### 民谣类
- 最佳民谣演唱专辑： 腾格尔《跨越·新天堂》
- 最佳民谣男歌手：腾格尔
- 最佳民谣女歌手：空缺

#### 儿童类
- 最佳儿童音乐专辑：《陪你唱经典儿歌学英文》
- 最佳儿童歌谣专辑：《礼貌歌》

#### 诵读类
- 最佳诵读专辑：《蝶恋花（毛泽东诗词）》

#### 音乐剧
- 最佳音乐剧专辑：空缺

#### 电影、电视、视频类
- 最佳影视歌曲：沙宝亮《暗香》（电视剧《金粉世家》）
- 最佳影视原创音乐：《暗香》（电视剧《金粉世家》）
- 最佳影视歌曲专辑：《斗鱼 电视原声带》

#### MV类
- 最佳音乐录像：蔡依林《海盗》

#### 创作编曲类
- 最佳编曲：高晓松《盛开》
- 最佳改编：刀郎《2002年的第一场雪》
- 最佳作词：林夕《十年》
- 最佳作曲：林一峰《遇见》

#### 设计类
- 最佳封面设计：蔡依林《城堡》

#### 非古典制作类
- 最佳非古典制作人：刘彤《印象，刘三姐》
- 最佳非古典录音工程专辑：《神迹》

#### 古典制作类
- 最佳古典制作人：何忠《大漠之夜》
- 最佳古典录音工程专辑《大漠之夜》

#### 古典类
- 最佳男歌手（古典类）：戴玉强
- 最佳女歌手（古典类）：吴碧霞
- 最佳古典专辑： 《帕瓦罗蒂 我的太阳》
- 最佳管弦乐演奏：《国乐飞扬》
- 最佳歌剧：《我心飞翔》
- 最佳合唱表演：《大漠之夜》
- 最佳器乐独奏：《宋飞二胡演奏专辑》
- 最佳室内乐演奏奖：空缺
- 最佳小乐队演奏奖：《弦情岁月》

#### 成就奖
- 终身成就奖：谷建芬、才旦卓玛
- 特别纪念奖：黄霑、顾嘉煇
- 特别歌曲奖 ：马一鸣《我用歌声谢谢你》、谢霆锋《黄种人》

#### 网络类
- 网络先锋歌曲： 《回忆列车》
- 网络先锋男歌手：东来东往
- 网络先锋女歌手：香香
- 网络先锋组合：A-day
- 最佳人气歌手（内地）：张娜拉
- 最佳人气歌手（港台）：言承旭
- 最佳人气歌曲（内地）：何炅《栀子花开》
- 最佳人气歌曲（港台）：林俊杰《江南》